# Fiona Lewis
Fiona Lewis (28 de septiembre de 1946 (78 años) como Fiona Marie Lewis en Westcliff-on-Sea, Essex) es una actriz y escritora británica.

## Vida y carrera
Lewis empezó su carrera como actriz en 1965, para lo que se mudó primero a Londres y luego a Los Ángeles. Apareció, entre otras, en 12 películas de terror entre 1967 y 1987 antes de dejar Hollywood temporalmente. Estas películas incluyen El baile de los vampiros (1967), Dracula (1974) y La furia (1978) y a pesar de que más tarde saliese de su retiro para prestar su voz a la serie animada The Wotwots en el 2010, desde entonces ha dedicado la mayor parte de su tiempo a escribir.
Lewis ha escrito dos novelas, Entre hombres y Equivocaciones fueron hechas (algunas en francés) y ha escrito para The New Yorker, el Los Angeles Times y The Observer. Su blog Fiona´s French Chateau incluye información sobre su château francés e historias sobre Londres y París en los 1960, Los Ángeles en los 1970, y su tiempo trabajando como actriz.
Está casada con Arte Linson, un productor, director y guionista estadounidense con el que ha tenido dos hijos. Cabe también mencionar que además modelo cuando era joven y que en febrero de 1967 tuvo una aparición en Playboy como parte de la parodia de James Bond de 13 páginas Las Chicas de Casino Royale.

## Filmografía (Selección)

### Películas
- 1965: Dis-moi qui tuer
- 1966: Elizabeth
- 1967: El baile de los vampiros
- 1968: Joanna
- 1969: Otley
- 1969: Where's Jack?
- 1971: Villain
- 1972: A Day at the Beach
- 1972: Dr. Phibes Rises Again
- 1974: Drácula (Película de televisión)
- 1975: Lisztomania
- 1976: Drum
- 1978: La furia
- 1979: Wanda Nevada
- 1981: Dead Kids
- 1983: Strange Invaders
- 1987: El chip prodigioso

### Series
- 1966 : El Santo, en su quinta temporada, episodio 13 Plan de vuelo, en el papel de Diana.
- 2010-2010: The Wotwots (40 episodios)